# 문헌체학
문헌체학 (Bibliomics 혹은 Textomics)은 문헌에 있는 생물학적 객체를 유기적인 네트워크로 이해하고 분석하는 학문. 생물학에서 가장 많이 쓰이는 문헌 데이터베이스는 펍메드(pubmed)인데, 이것을 검색하고, 그 초록과 본문 및 참고 문헌에서 서로 연관된 단어와 뜻을 연결하여 이전에 발견되지 않았던 유전자나 단백질들간의 관계를 찾는 등의 작업을 수행한다. 이런 작업을 전산용어로는 text mining 이라고 하고, 전산학에서는 중요한 분야이다. 최근에는 자연어처리등의 분야도 많이 쓰이는 일종의 첨단 정보처리학문이다.